# Luis Delís
Luis Mariano Delís Fournier (ur. 6 grudnia 1957 w Guantánamo) – kubański lekkoatleta, który specjalizował się w rzucie dyskiem, ale odnosił sukcesy również w pchnięciu kulą.
Rozpoczął karierę międzynarodową od występu na mistrzostwach Ameryki Środkowej i Karaibów w 1977 w Xalapa-Enríquez, gdzie zdobył srebrny medal w rzucie dyskiem. Zwyciężył w tej konkurencji na igrzyskach Ameryki Środkowej i Karaibów w 1978 w Medellín. Na igrzyskach panamerykańskich w 1979 w San Juan zdobył brązowy medal w rzucie dyskiem (przegrywając jedynie z Macem Wilkinsem ze Stanów Zjednoczonych i Bradleyem Cooperem z Bahamów), a w pchnięciu kulą zajął 5. miejsce. Zajął 3. miejsce w zawodach pucharu świata w 1979 w Montrealu.
Na igrzyskach olimpijskich w 1980 w Moskwie wywalczył brązowy medal w rzucie dyskiem, za Wiktorem Raszczupkinem ze Związku Radzieckiego i Imrichem Bugárem z Czechosłowacji. Zajął 2. miejsce w zawodach pucharu świata w 1981 w Rzymie. >Odniósł podwójny sukces na mistrzostwach Ameryki Środkowej i Karaibów w 1981 w Santo Domingo, gdzie zwyciężył zarówno w rzucie dyskiem, jak i pchnięciu kulą. Powtórzył ten wyczyn na igrzyskach Ameryki Środkowej i Karaibów w 1982 w Hawanie, również zostając podwójnym mistrzem w tych konkurencjach.
W 1983 zdobył złoty medal w rzucie dyskiem na uniwersjadzie w Edmonton. Na igrzyskach panamerykańskich w 1983 w Caracas zwyciężył w pchnięciu kulą i rzucie dyskiem. Na pierwszych mistrzostwach świata w 1983 w Helsinkach zdobył srebrny medal w rzucie dyskiem, za Bugárem, a przed innym reprezentantem Czechosłowacji Gejzą Valentem. Z powodu bojkotu przez władze Kuby nie wziął udziału w igrzyskach olimpijskich w 1984 w Los Angeles Natomiast na zawodach „Przyjaźń-84” w Moskwie zajął 6. miejsce w rzucie dyskiem.
Ponownie zwyciężył w rzucie dyskiem na uniwersjadzie w 1985 w Kobe. Zajął 3. miejsce w zawodach pucharu świata w 1985 w Canberze. Na mistrzostwach Ameryki Środkowej i Karaibów w 1985 w Nassau zdobył złoty medal w rzucie dyskiem i srebrny w pchnięciu kulą. Na igrzyskach Ameryki Środkowej i Karaibów w 1986 w Santiago de los Caballeros po raz trzeci z rzędu został mistrzem w rzucie dyskiem. Obronił złoty medal ww tej konkurencji na igrzyskach panamerykańskich w 1987 w Indianapolis. Na mistrzostwach świata w 1987 w Rzymie zdobył brązowy medal w rzucie dyskiem, przegrywając jedynie z Jürgenem Schultem z Niemieckiej Republiki Demokratycznej i Johnem Powellem z USA. Zajął 2. miejsce w zawodach pucharu świata w 1989 w Barcelonie.
W 1990 został zdyskwalifikowany na dwa lata z powodu dopingu. Wystąpił jeszcze na igrzyskach Ameryki Środkowej i Karaibów w 1993 w Ponce i zdobył tam srebrny medal w rzucie dyskiem. Na mistrzostwach świata w 1993 w Stuttgarcie zajął 9. miejsce.
Delís sześciokrotnie poprawiał rekord Kuby w rzucie dyskiem, doprowadzając go do wyniku 71,06 m (21 maja 1983, Hawana). Jest to do tej pory rekord Kuby. Pięciokrotnie ustanawiał rekord Kuby w pchnięciu kulą do wyniku 19,89 m (7 marca 1982, Santiago de Cuba).